# Hermina Waldeck-Pyrmont
Hermina Waldeck-Pyrmont (ur. 29 września 1827 - zm. 16 lutego 1910) – niemiecka księżniczka.
Urodziła się jako trzecie dziecko księcia Jerzego II Waldeck-Pyrmont i jego żony Emmy Anhalt-Bernburg-Schaumburg-Hoym. 25 października 1844 roku w Bad Arolsen wyszła za mąż za kuzyna - Adolfa I, księcia Schaumburg-Lippe (1817–1893). Miała z nim ośmioro dzieci:
- Księżniczka Hermina (1845–1930), żona księcia Wilhelma Ferdynanda Wirtemberskiego
- Książę Stefan Albrecht Jerzy (1846–1911), mąż księżniczki Marii Anny Sachsen-Altenburg
- Książę Piotr Herman (1848–1928)
- Księżniczka Emma Fryderyka (1850–1855)
- Księżniczka Ida Matylda (1852–1891), żona księcia Henryka XXII Reuß zu Greiz
- Książę Otto Henryk (1854–1935), mąż Anny Luizy von Köppen
- Książę Adolf Wilhelm Wiktor (1859–1917), mąż księżniczki Wiktorii Pruskiej
- Księżniczka Emma Elżbieta (1865–1868)